# Megalostrata pacifica
Espèce
Megalostrata pacifica est une espèce d'araignées aranéomorphes de la famille des Corinnidae.

## Distribution
Cette espèce est endémique de la province d'Heredia au Costa Rica,. Elle se rencontre vers Puerto Viejo de Sarapiquí.

## Description
La femelle holotype mesure 9,727 mm.

## Systématique et taxinomie
Cette espèce a été décrite par Bonaldo, Galán-Sánchez et García en 2024.

## Publication originale
(juin 2024).
- Bonaldo, Galán-Sánchez & García, 2024 : « Advances on the taxonomy of Megalostrata Karsch, 1880 (Araneae, Corinnidae, Corinninae), with descriptions of two new species. » Zootaxa, no 5458(4), p. 495-523.